# Kontroler domeny
Kontroler domeny – komputer w domenie, który zarządza realizacją działań związanych z bezpieczeństwem zachodzących między użytkownikiem a domeną oraz ustala sposób, w jaki użytkownicy mogą uzyskiwać dostęp, konfigurować czy korzystać z zasobów domeny.
Kontroler domeny pełni rolę administratora danej domeny czy jednostki organizacyjnej w domenie, np. drzewa domen, lasu domen. Kontroler domeny umożliwia przydzielanie uprawnień do administrowania i zarządzania obiektami w całej domenie albo w jednej lub kilku jednostkach organizacyjnych, co pozwala ograniczyć liczbę administratorów, czyli kontrolerów z szerokimi uprawnieniami. Przyczynia się do poprawienia procesu zarządzania zasobami i zabezpieczeniami.